# 帝都神風倶楽部
帝都神風倶楽部 （ていとかみかぜくらぶ）は、軍人劇団「第14帝國」から生まれたユニット。第14帝國軍人（劇団員）である、風間利之少佐と黒崎蓮大尉により2014年に結成。母体の「第14帝國」とは舞台設定を同じくするが、無数に存在する物語世界のひとつとして若手である黒崎大尉を主役とした独自のストーリーを描いている。

## 略歴
- 2013年9月22・23日に、「（劇団）第14帝國」の特別公演として、風間利之少佐と黒崎蓮大佐（階級公演当時）『元帥よりの指令＆30分だけ見せますDVD公開試写＆赤髪二人芝居「相棒」』を名古屋ell.sizeおよび渋谷DESEOにて上演。その際に、風間・黒崎のコンビが生まれ、２人とも赤い髪の毛がトレードマークであったことから、当公演は通称「赤髪 de Night」とも呼ばれた。
- 2013年12月22日「（劇団）第14帝國」の特別公演として「黒崎大佐の一番赤い日」を池袋LIVE INN ROSAにて上演。主役を黒崎蓮大佐とし、脚本・演出を風間利之少佐が行うスタイルが確立。
- 2014年5月31日に西川口Heartsにて、記念すべき第1回公演「第壱話 〜進メ！帝都神風倶楽部〜」を上演。以後、定期的に東京を中心に活動を重ねる。
- 2015年10月31日に名古屋今池BLcafeにて、「（劇団）第14帝國」のおひざ元である名古屋での初公演を成功させる。

## 舞台活動
- 2014年5月31日「第壱話 〜進メ！帝都神風倶楽部〜」（西川口Hearts）
- 2014年9月28日「第弐話 〜魅！帝都神風倶楽部〜」（西川口Hearts）
- 2014年10月24日「マーブル主謀企画『二〇一四年日本転覆計画〜群雄割拠〜』」（大塚Hearts）
- 2014年11月1日「第参話 〜これは革命である！〜」（池袋LIVE INN ROSA）
- 2015年2月22日「4hoursトーク&バラエティーLIVE『たちばNight☆』」（池袋LIVE INN ROSA）
※「たちばNight☆」のイベント中に3人芝居「たちばな探偵事務所」を上演
- 2015年9月21日「5hoursトーク&バラエティーLIVE『たちばNight☆』」（池袋LIVE INN ROSA）
※「たちばNight☆」のイベント中に、芝居「真説、第参話〜これは革命である！〜episode零」を上演
- 2015年10月31日「真説、第参話 〜これは革命である！〜」（名古屋今池BLcafe）
- 2016年1月10日「帝都神風倶楽部presents 加納中佐＆極悪将軍カノーン様生誕祭LIVE 〜極悪なれどもパーリナイ☆〜」（池袋LIVE INN ROSA）

## DVD
- 「黒崎大佐の一番赤い日」（公演DVD） - 2014年
- 「第壱話 〜進メ！帝都神風倶楽部〜」（公演DVD） - 2014年
- 「第弐話 〜魅！帝都神風倶楽部〜」（公演DVD） - 2014年
- 「マーブル主謀企画『二〇一四年日本転覆計画〜群雄割拠〜』」（公演DVD） - 2014年
- 「第参話 〜これは革命である！〜」（公演DVD） - 2015年
- 「たちばな探偵事務所」（公演DVD） - 2015年
- 「極悪将軍カノーン CM全集 上巻」（公演ダイジェストDVD） - 2015年
- 「真説、第参話〜これは革命である！〜episode零」（公演ダイジェストDVD） - 2015年
- 「神風どうでしょう3」（メンバーオフショット集DVD） - 2015年
- 「真説、第参話 〜これは革命である！〜」（公演DVD） - 2016年
- 「極悪将軍カノーン CM全集 下巻」（公演ダイジェストDVD） - 2016年